# Franz Staeble
Franz Staeble (* 1876; † 1950) war ein deutscher Physiker (Optiker) und Unternehmer in der fotografischen Industrie.
Staeble wurde 1901 an der Ludwig-Maximilians-Universität München mit einer Arbeit zur Untersuchung der Flächen, deren Krümmungs-Linien bei orthogonaler Projektion auf eine andere Fläche wieder Krümmungs-Linien werden promoviert. Referent war Carl Louis Lindemann, Korreferent Gustav A. Bauer. Zusammen mit Erwin Lihotzky führte Staeble seine Überlegungen von 1907 zur optischen Analyse sphärisch nicht korrigierter optischer Systeme weiter. Diese Überlegungen führten 1919 zur Formulierung der heute Staeble-Lihotzky-Bedingung genannten Forderung.
Franz Staeble gründete am 5. Mai 1908 in München zusammen mit Alfred Neumann und O. Jaeger das 1944 nach Schongau ausgelagerte Staeble-Werk. Zusammen mit seinem Co-Gesellschafter A. Neumann veröffentlichte er Das photographische Objektiv. Seine Beurteilung und Ausnutzung, dessen dritte verbesserte Auflage bereits 1924 aufgelegt werden musste.